# Powiat Zwoleń
Powiat Zwoleń (słow. okres Zvolen) – słowacka jednostka podziału administracyjnego znajdująca się w kraju bańskobystrzyckim. Powiat Zwoleń zamieszkiwany był przez 67 650 obywateli (1 stycznia 2003) i zajmuje obszar 759 km². Średnia gęstość zaludnienia wynosi 89,13 osób na km². Miasta: Sliač oraz powiatowy Zwoleń.

## Stosunki etniczne
- Słowacy – 96,1%
- Romowie – 1,0%
- Czesi – 1,1%

### Stosunki wyznaniowe
- katolicy – 51,5%
- luteranie – 21,0%